# Slidre
Slidre is een plaats in de Noorse gemeente Vestre Slidre, provincie Innlandet. Slidre telt 282 inwoners (2007) en heeft een oppervlakte van 0,53 km².